# Timmy Mayer
Timothy Mayer (Scranton, Pennsylvania, 22 februari 1938 - Longford, Australië, 28 februari 1964), was een Formule 1-coureur uit de Verenigde Staten. Hij nam deel aan zijn thuisrace in 1962 voor het team Cooper, maar viel uit en scoorde geen punten.
Mayers oudere broer Teddy was een van de oprichters van het Formule 1-team McLaren. Beide broers reisden van de Verenigde Staten naar Europa in het begin van de jaren '60 met toekomstig Grand Prix-winnaar Peter Revson.
Timothy Mayer verongelukte in een training voor een race op Tasmanië.